# Merlene Frazer
Merlene Frazer, née le 27 décembre 1973 à Trelawny, est une ancienne athlète jamaïquaine spécialiste du 200 m.
Elle a été médaillée olympique en relais 4 × 100 m, remportant l'argent en l'an 2000 à Sydney pour avoir participé aux qualifications alors que ses compatriotes Tayna Lawrence, Veronica Campbell, Beverly McDonald et Merlene Ottey se classaient deuxième de la finale.

## Palmarès

### Jeux olympiques d'été
- Jeux olympiques d'été de 1996 à Atlanta ( États-Unis)
  - éliminée en série sur 400 m
  - 4e en relais 4 × 400 m
- Jeux olympiques d'été de 2000 à Sydney ( Australie)
  -  Médaille d'argent en relais 4 × 100 m

### Championnats du monde d'athlétisme
- Championnats du monde d'athlétisme de 1995 à Göteborg ( Suède)
  - éliminée en série sur 400 m
  - disqualifiée en relais 4 × 400 m
- Championnats du monde d'athlétisme de 1997 à Athènes ( Grèce)
  - éliminée en série sur 200 m
  -  Médaille d'argent en relais 4 × 100 m
- Championnats du monde d'athlétisme de 1999 à Séville ()
  -  Médaille de bronze sur 200 m
  -  Médaille de bronze en relais 4 × 100 m
- Championnats du monde d'athlétisme de 2001 à Edmonton ( Canada)
  -  Médaille de bronze en relais 4 × 100 m

### Championnats du monde d'athlétisme en salle
- Championnats du monde d'athlétisme en salle de 1993 à Toronto ( Canada)
  - éliminée en série sur 200 m
- Championnats du monde d'athlétisme en salle de 1997 à Paris ( France)
  - 4e sur 200 m

### Championnats du monde junior d'athlétisme
- Championnats du monde junior d'athlétisme de 1990 à Plovdiv ( Bulgarie)
  - 5e sur 100 m
  -  Médaille d'or en relais 4 × 100 m
- Championnats du monde junior d'athlétisme de 1992 à Séoul ( Corée du Sud)
  -  Médaille de bronze sur 100 m
  -  Médaille de bronze sur 200 m
  -  Médaille d'or en relais 4 × 100 m

### Jeux du Commonwealth
- Jeux du Commonwealth de 1994 à Victoria ( Canada)
  - 7e sur 200 m
  - 4e en relais 4 × 100 m

### Jeux panaméricains
- Jeux Panaméricains de 1991 à La Havane ( Cuba)
  -  Médaille de bronze sur 200 m
  -  Médaille d'or en relais 4 × 100 m

## Sources
- (en) Cet article est partiellement ou en totalité issu de l’article de Wikipédia en anglais intitulé « Merlene Frazer » (voir la liste des auteurs).